# 斯科薩里夫西克
47°25′46″N 30°25′31″E / 47.42944°N 30.42528°E
斯科薩里夫斯凱（烏克蘭語：Скосарівське）是位於烏克蘭西南部的村莊，由敖德萨州贝雷济夫卡区的舊馬亞基市鎮負責管轄。該村始建於1870年，面積0.54平方公里，海拔高度40米，2001年人口88，人口密度每平方公里162.96人。